# ردیک (فلوریدا)
ردیک (به انگلیسی: Reddick) شهری در شهرستان ماریون ایالت فلوریدا است که در سال ۱۹۲۵ بنیان‌گذاری شده‌است. این شهر طبق سرشماری سال ۲۰۱۰ میلادی، ۶۲۹ نفر جمعیت داشته و مساحت آن نیز ۳٫۲ کیلومتر مربع است.